# Tarradellas (Muntanyola)
Tarradellas és una masia de Muntanyola (Osona) inclosa a l'Inventari del Patrimoni Arquitectònic de Catalunya.

## Descripció
Masia de planta quadrada coberta a dues vessants i amb un cos de galeries adossat a la part de migdia, on hi ha un petit portal. La part de baix és destinada a corrals i a nivell del primer pis hi ha l'entrada principal de la casa, la qual és construïda aprofitant el desnivell.
El pis superior es troba en desús. La casa conserva una bonica cabana a l'era la qual està semi-derruida; el portal que condueix a l'horta és d'arc deprimit. En aquest mateix indret hi ha una masoveria, avui abandonada. és construïda amb pedra vermellosa i bigues de roure. Els elements de ressalt són de pedra picada.

## Història
Antiga masia del terme i parròquia de Muntanyola, que trobem esmentada en el fogatge d'aquest nucli de l'any 1553.
Fou ampliada i reformada als segles XVII i XVIII i avui a causa del despoblament es troba en bastant mal estat.
Algunes dates que apareixen a la casa són: 1681, a la cabana; 1704 a la finestra posterior de la casa; i "Tarradellas 1700" al portal de l'horta.